# نيت ماركوارت
نيت ماركوارت (بالإنجليزية: Nate Marquardt) (و. 1979  م) هو فنان قتال مختلط، وملاكم، وملاكم موياي تاي أمريكي، ولد في لاندر.

## وصلات خارجية
- نيت ماركوارت على موقع IMDb (الإنجليزية)
- نيت ماركوارت على موقع قاعدة بيانات الفيلم (الإنجليزية)
- نيت ماركوارت على موقع شيردوغ (الإنجليزية)
- نيت ماركوارت على موقع Tapology.com (الإنجليزية)

- نيت ماركوارت في قاعدة بيانات الأفلام على الإنترنت